# Fayence
Fayence város Franciaországban, a Provence-Alpes-Côte d’Azur régióban, Var megyében.

## Fekvése
Grassetől délnyugatra fekvő település.

## Története

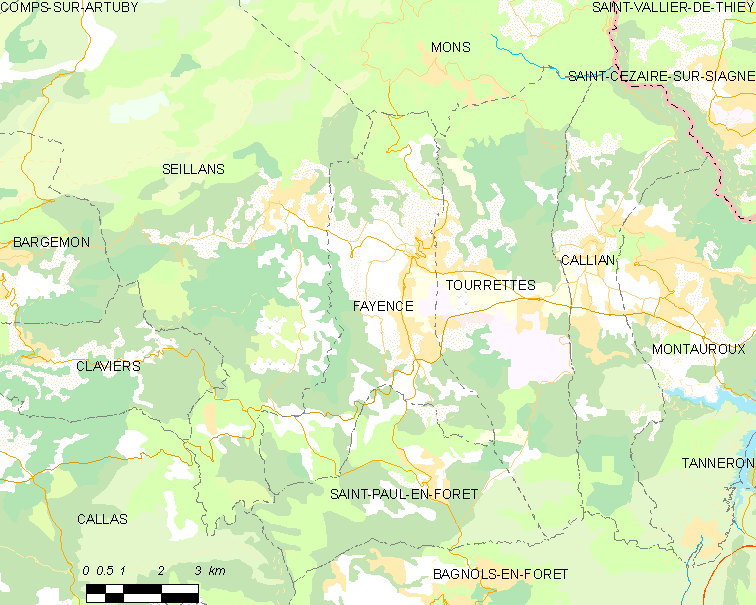
Fayance és környéke

A római korban itt Favienta Loca ("Kellemes hely") nevű település állt. Később 250-794 között a fréjusi egyházmegyéhez tartozott, püspöki pihenőhely volt itt, az egykori rezidencia máig létezik a városban.
Fayence-nek híres repülőtere van, mely a vitorlázó és sárkányrepülés központja, ahol tanfolyamokat és nemzetközi versenyeket is rendeznek.

## Látnivalók és műemlékek
- Várkastély
- Keresztelő Szent János-templom - Ólomüveg ablakait 1971-ben Henri Toulouse-Guérin üvegfestő készítette.
- Óratorony
- Múzeum

## Itt születtek, itt éltek
- Henri Dulac (1870-1955) - matematikus (itt született és itt is halt meg Fayence-ban.
- Michel Auclair (1922-1988) francia színész, meghalt Fayence-ben.
- Pierre Vidal-Naquet - francia történész, Fayence-ben élt.
- Marcel Bouqueton (1921-2006) - absztrakt festő Algériában született Párizsban élt és Fayence-ben halt meg.
- Iris Barry (1896-1969) - 1935-ben alapítója volt a Modern Művészeti Múzeumnak New Yorkban, társalapítója 1936-ban Henri Langlois. Iris Barry Fayence régi temetőjében nyugszik. Fayence-ben barátai voltak többek között: Pablo Picasso, Jean Cocteau, Jean Marais, Henri Langlois is. A helyi Művelődési Központot is „Iris Barry”"-ról nevezték el 2009 október 16-án.
- Marguerite Yourcenar

## Galéria

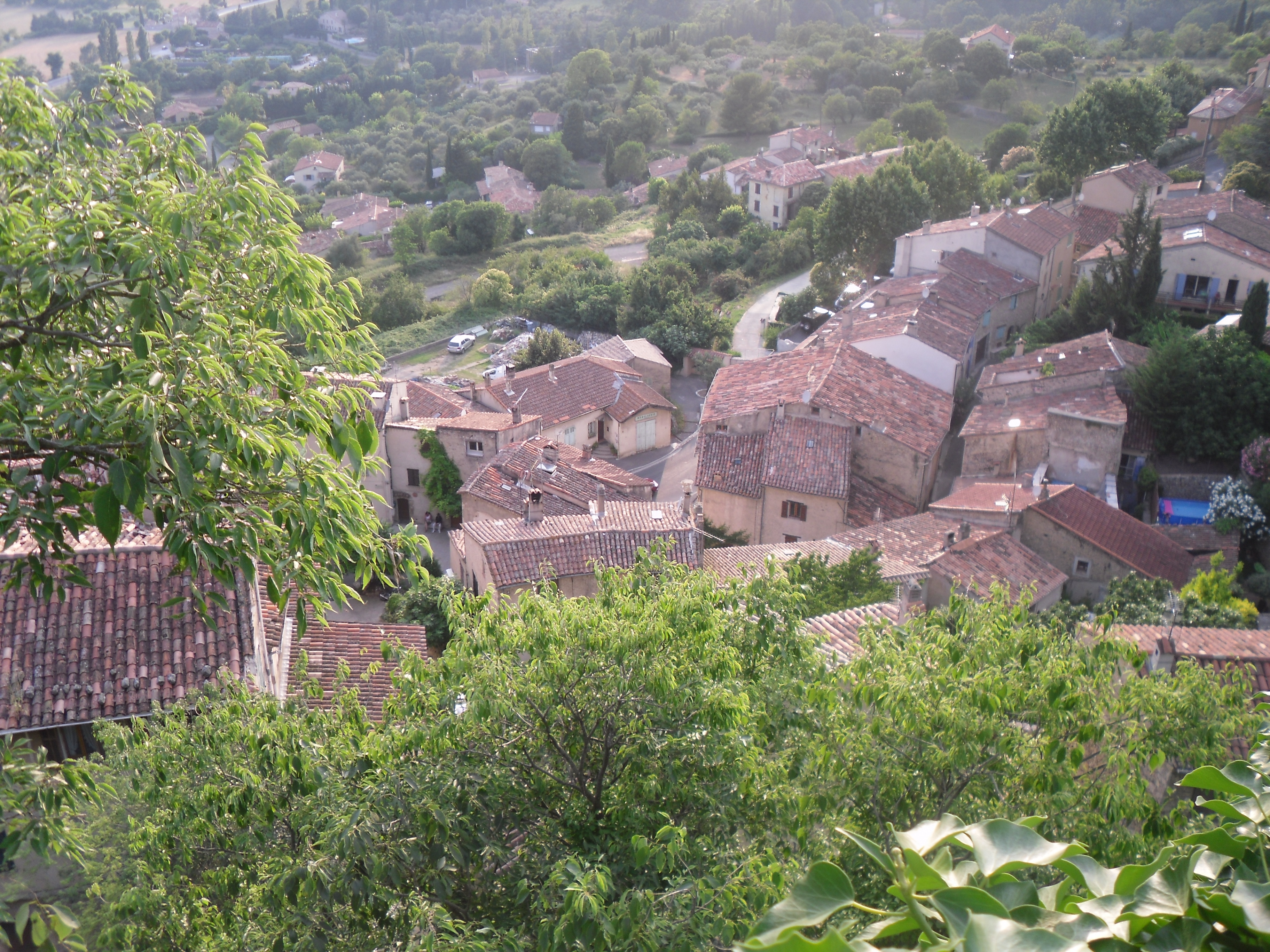
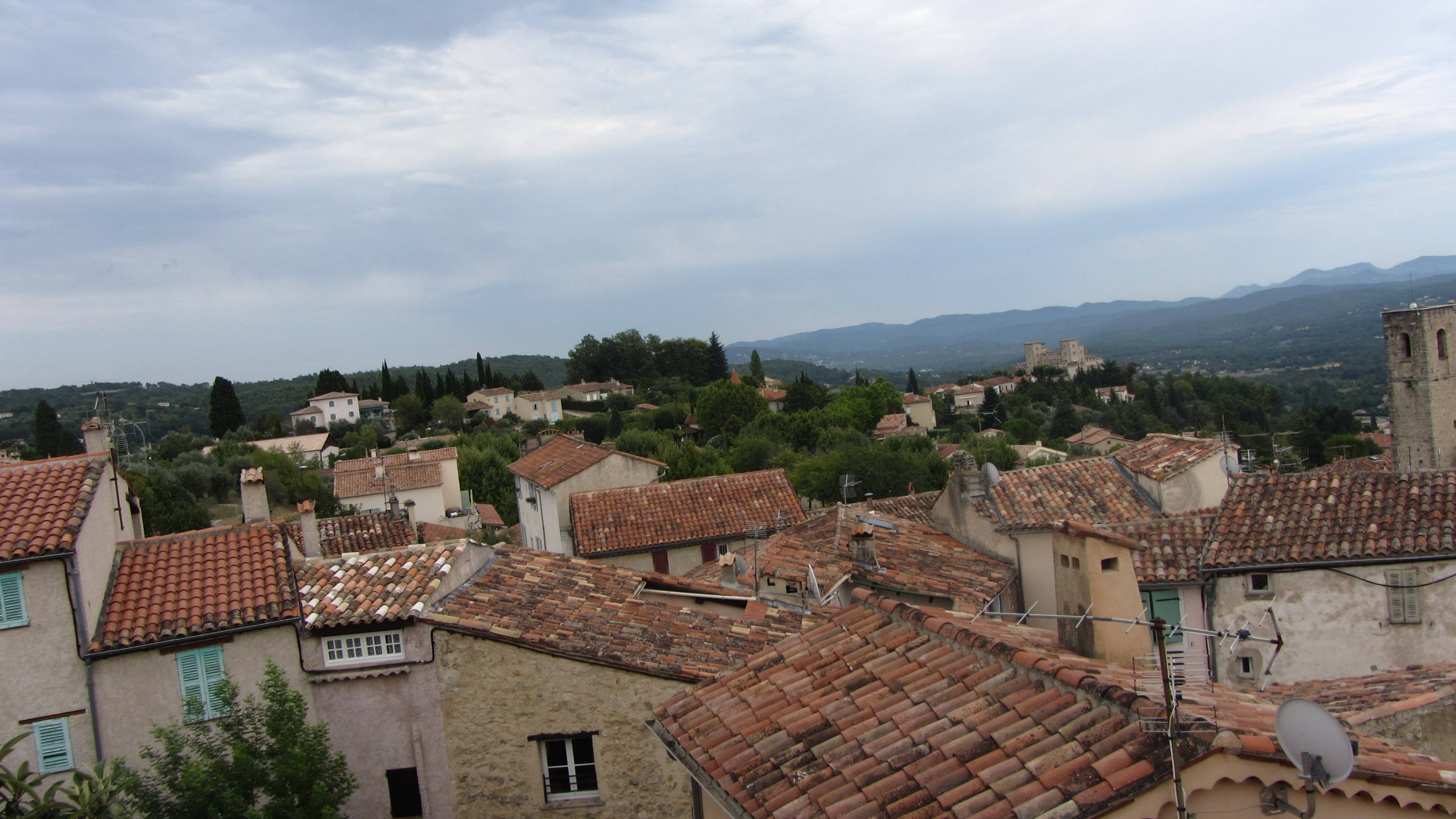
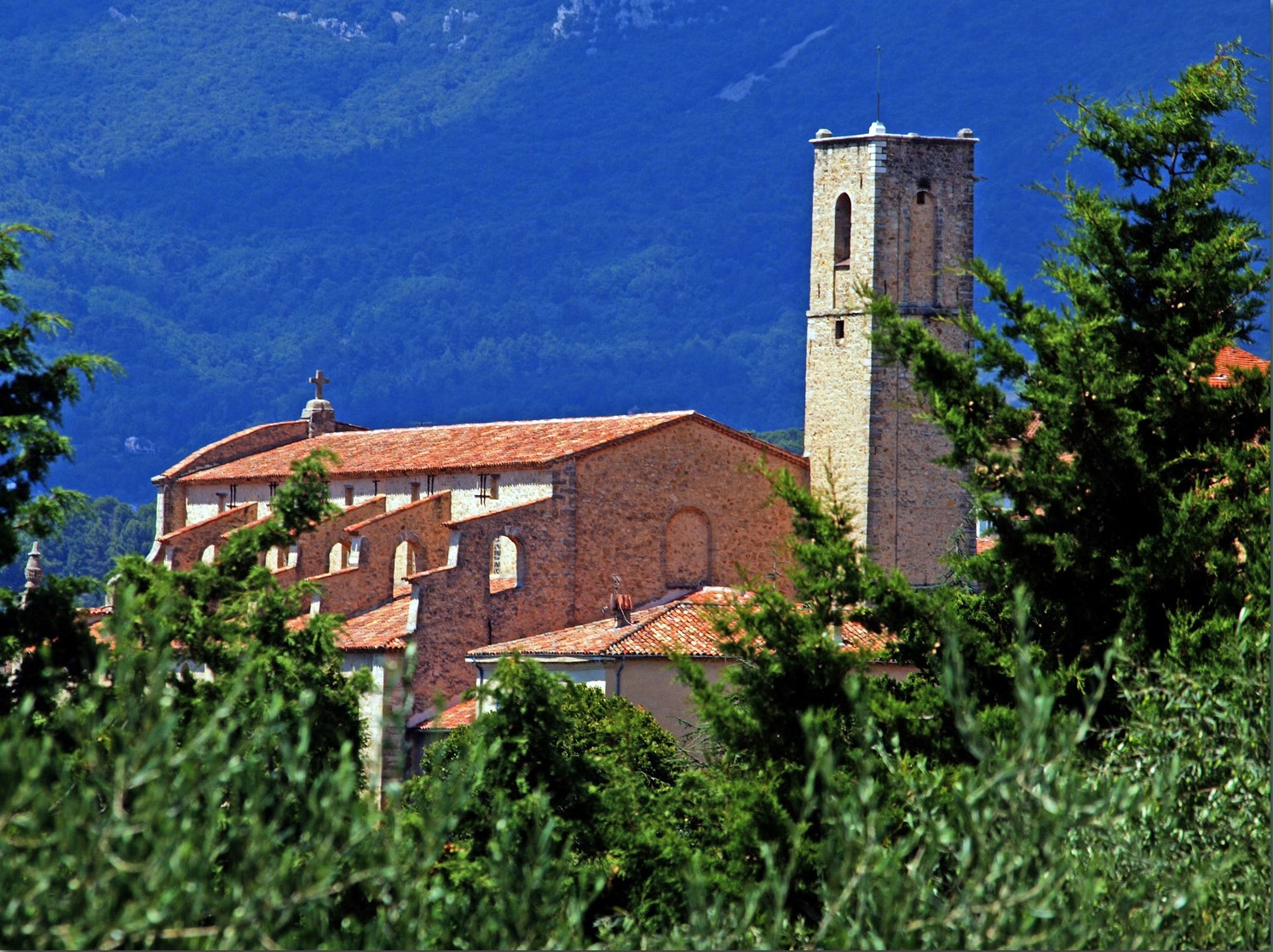
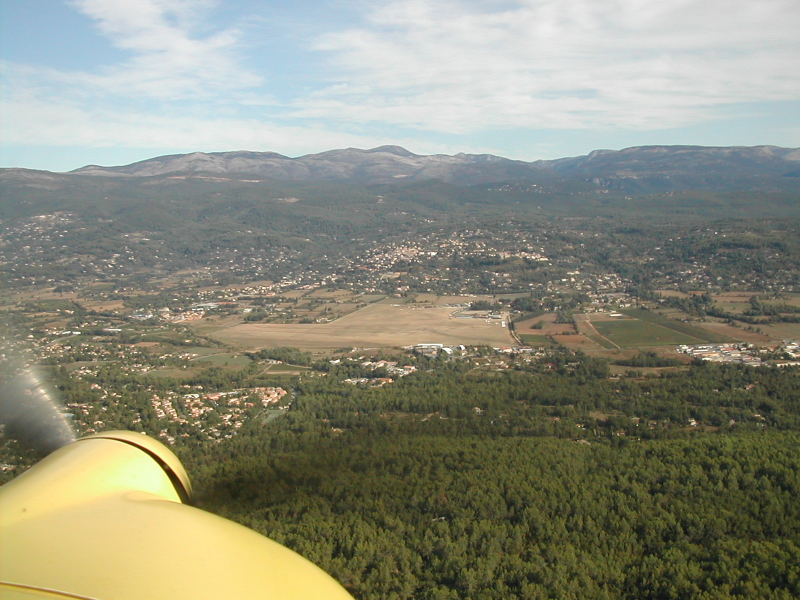
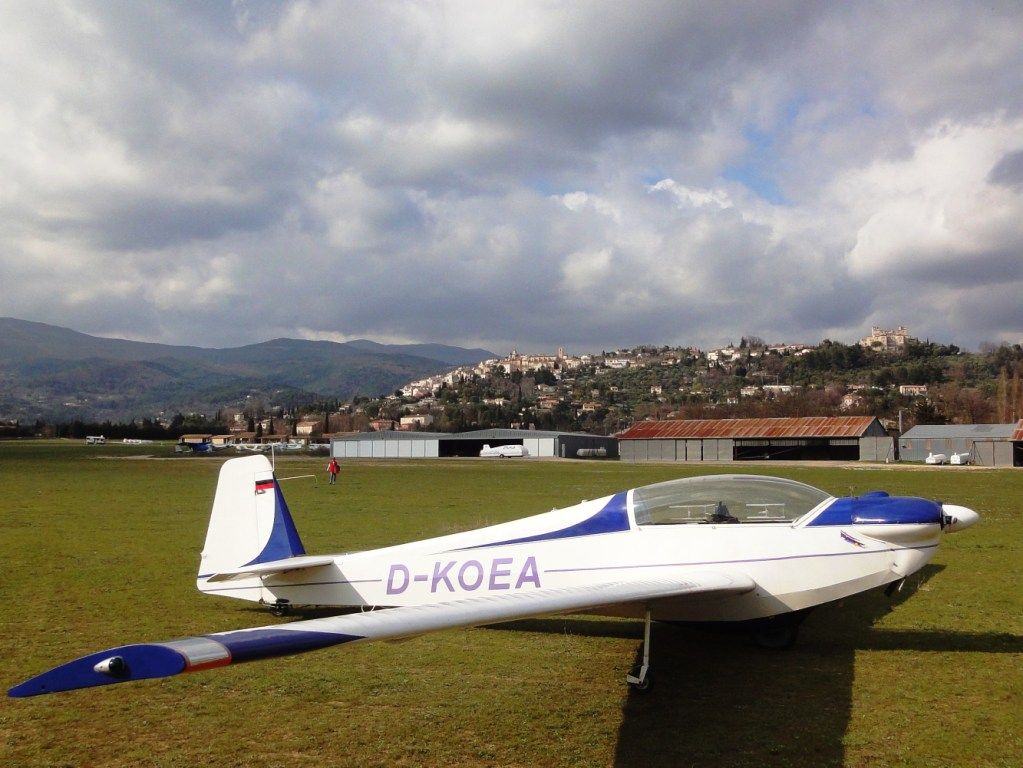
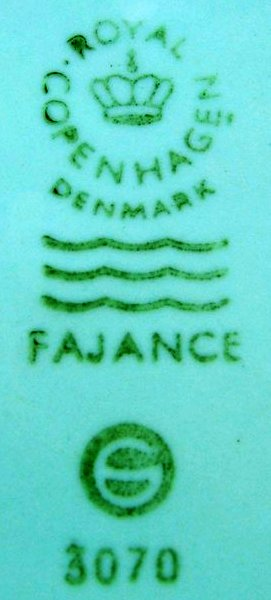
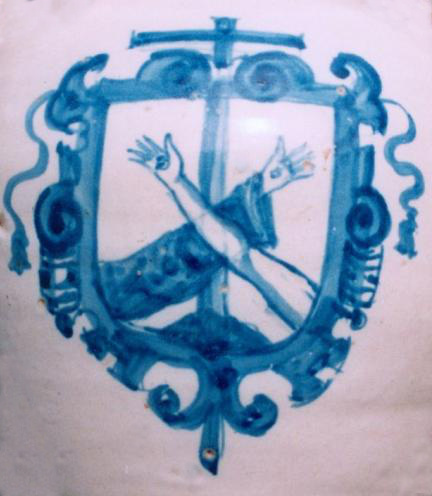
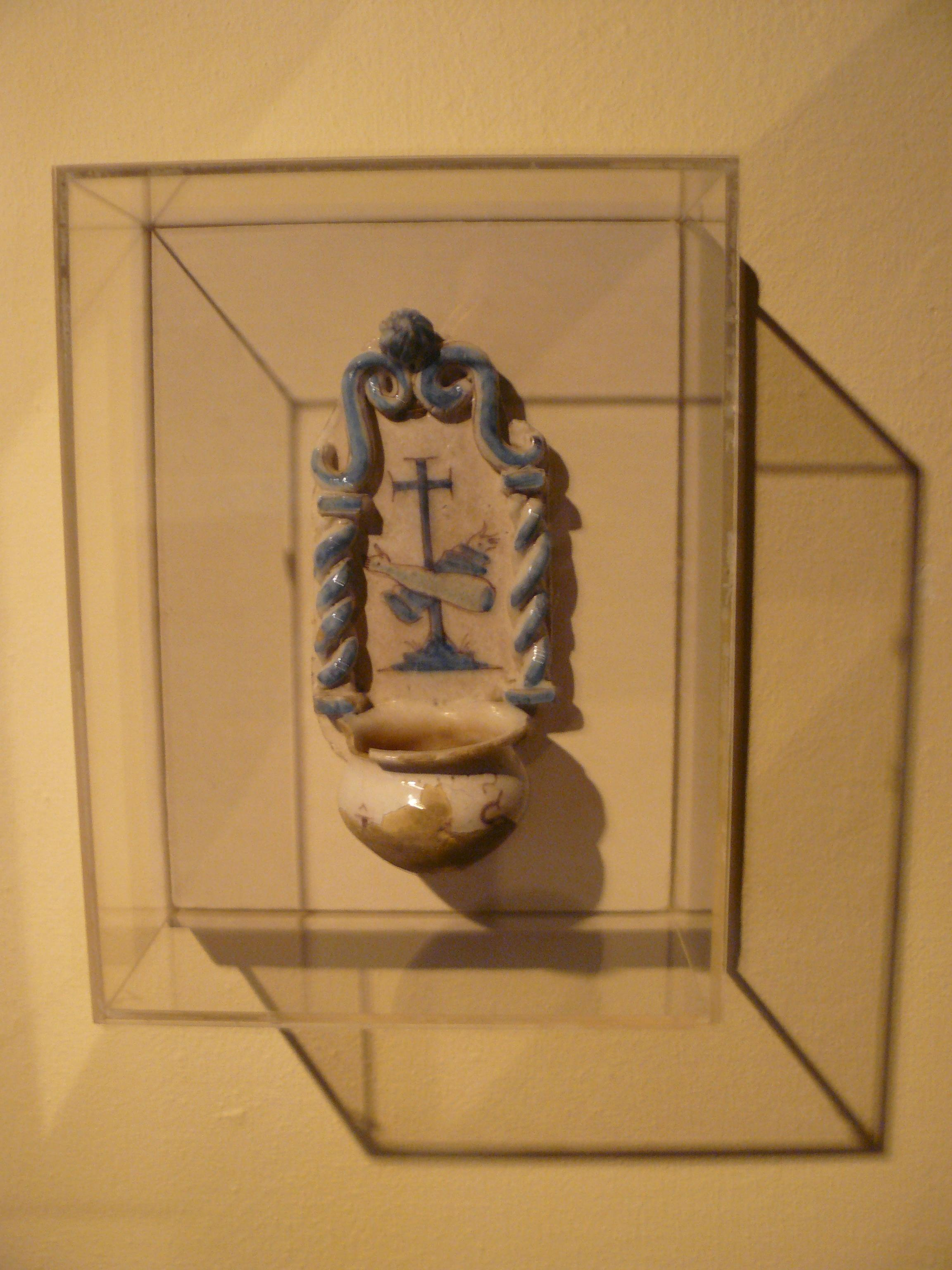